# Сара Уотърс
Сара Уотърс (на английски: Sarah Waters) е британска писателка.

## Биография и творчество
Сара Уотърс е родена на 21 юли 1966 г. в град Нийланд, Уелс. Доктор е по английска литература с изследването си върху лесбийската и гей литература от късния 19 век. Сара Уотърс е автор на пет романа.
Романът ѝ „Крадлата“ е адаптиран в успешния филм на Пак Чхан Ук „Слугинята“ („아가씨“, 2016).
Живее в Лондон.

## Награди
Тя е трикратен финалист за наградата „Ман Букър“ (с „Крадлата“, „Нощна стража“ и „Малкият непознат“) и носител на множество литературни награди.
Сара Уотърс е определена от сп. Granta като един от 20-те най-добри млади британски писатели през януари 2003 година. През същата година тя получава наградата за литература South Bank. Определена е за Автор на годината на British Book Awards, 2003 г. През 2006 и 2009 г. печели приза Писател на годината на годишните награди Stonewall. Избрана е за член на Кралското общество за литература през 2009 г.

## Произведения
- Tipping the Velvet (1998)
- Affinity (1999)
- Fingersmith (2002)
Крадлата, изд. „Алтера“ София (2014), прев. Стоянка Сербезова
- The Night Watch (2006)
Нощна стража, изд. „Алтера“ София (2012), прев. Милен Русков
- The Little Stranger (2009)
Малкият непознат[2], изд. „Алтера“ София (2010), прев. Милен Русков, ISBN 978-954-9757-63-7, 528 стр.
- The Paying Guests (2014)[3]

## Екранизации
- 2002 Tipping the Velvet – ТВ минисериал, 3 епизода
- 2005 Fingersmith – ТВ минисериал
- 2008 Affinity
- 2011 The Night Watch – ТВ филм